# Vitamin K
Vitamin K je v maščobah topni vitamin, ki je pomemben za posttranslacijske modifikacije določenih proteinov, predvsem vpliva na koagulacijo krvi. V naravi je prisoten v dveh oblikah- vitamin K1- filokinon (največ ga je v solati, špinači, cvetači, brokoliju, ohrovtu, zelju, soji in jetrih, nekaj pa tudi v sojinem in olivnem olju) in vitamin K2- menakinon (nahaja se v živalskih maščobah, v organizmu pa ga proizvajajo črevesne bakterije). Poleg teh dveh poznamo še sintetične oblike, ki imajo oznake od K3 do K7. Od teh je najaktivnejši vitamin K3 oziroma menadion, ki se v organizmu pretvori v obliko K2. Vsi so derivati 2-metil-1,4-naftokinona.

## Kemijska struktura
Vse oblike vitamina K vsebujejo metiliran naftokinonski obroč, razlikujejo pa se v alifatskih stranskih verigah na mestu 3. Filokinon (znan kot vitamin K1) vsebuje v stranski verigi 4 izoprenoidne ostanke, eden od teh je nenasičen.
Menakinon (vitamin K2) ima stransko verigo sestavljeno z različnim številom nenasičenih izoprenoidnih ostankov. Splošno jih poimenujemo kot MK-n, kjer nam n pove število izoprenoidnih enot.
Sprejeto je bilo dejstvo, da je naftokinonski obroč funkcionalna skupina, ki je pomembna za vezavo na receptor, zato je mehanizem delovanja podoben za vse oblike vitamina K, ne glede na alifatsko stransko verigo. Vzrok za raznolikost med oblikami vitamina K pa najdemo v različni lipofilnosti stranskih verig ter v tem v kateri hrani se nahajajo. Bistvene razlike so povezane s črevesno absorpcijo, prenašanjem, razporeditvijo po tkivu in biološko vlogo.

## Fiziologija
Vitamin K je vključen v karboksilacijo 9 - 12 ostankov glutaminske kisline (v proteinih) in tvori gama-karboksi ostanke glutamata, imenovane Gla-ostanki. Preoblikovani ostanki pogosto (a ne vedno) ležijo znotraj specifičnih proteinskih domen, imenovanih Gla domene. Gla ostanki so po navadi vključeni v vezavo kalcija in so bistveni za biološko aktivnost Gla-proteinov. (Dodatna referenca: Suttie JW. Vitami K-dependent carboxylation of gluatmyl residues in proteins. Biofactors 1988;1:55-60.) 
Odkritih je bilo 14 humanih proteinov z Gla domenami. Vsi pa igrajo pomembno vlogo v regulaciji treh fizioloških procesov:
- koagulacija: protrombin (faktor II), faktorji VII, IX, X, protein C, protein S in protein Z.[4]
- kostna presnova: osteokalcin, imenovan tudi kostni Gla-protein (BGP) in matriks Gla-protein (MGP).[5]
- žilna biologija [6]

Vitamin K se nalaga v maščobnih tkivih organizma kot ostali v maščobah topni vitamini (A, D, E) in v jetrih.

## Priporočeni odmerki
FDA v Združenih državah Amerike so objavile priporočene dnevne odmerke (RDA) za vitamin K. 
Priporočeni dnevni odmerki vitamina K:
Otroci:
- dojenček - 6 mesecev: 2 µg/dan
- dojenček 7 - 12 mesecev: 2,5 µg/dan
- otrok 1 - 3 let: 30 µg/dan
- otrok 4 - 8 let: 55 µg/dan
- otrok 9 - 13 let: 60 µg/dan
- mladostnik 14 - 18 let: 75 µg/dan

Novorojenčku ob rojstvu injicirajo vitamin K.
Odrasli:
- moški 19 let in starejši: 120 µg/dan
- ženske 19 let in starejše: 90 µg/dan
- nosečnice in doječe matere 90 µg/dan [7]

## Toksičnost
Toksični učinki tega vitamina so zelo redki in so izključno posledica predoziranja ali preobčutljivosti na obliko K3. Do teh reakcij lahko prihaja pri novorojenčkih ali nedonošenčkih, katerim se aplicira višje koncentracije oziroma so preobčutljivi na vitamin K3 potreben za preprečitev hemoragična obolenja. 
Pri otrocih, ki so jim intravensko aplicirali 5-25 µg/dan vodotopnih analogov menadiona, so pogosto opazili hemolitično anemijo, hiperbilirubinemijo in ikterus. 
Toksični efekti visokih doz menadiona naj nebi bili posledica aktivnosti vitamina K, ampak bi naj bili stranski učinek nefizioloških oblik preparatov. Menadion reducira reven glutationa v krvi in interagira z redoks sistemom v eritrocitu, to pa ima za posledico methemoglobinemijo in destabilizacijo eritrocita, kar na koncu vodi v hemolizo. Ta proces pa vodi tudi v hiperbilirubinemijo in ikterus. Citotoksičen efekt menadiona je opisan kot rezultat enoelektronske reakcije v semikinonski radikal. To redukcijo katalizirajo številni flavoproteini. Nadaljnjo se semikinonski radikal v prisotnosti kisika reoksidira v kinon, tvori pa se tudi superoksidni anion, temu pa sledijo verižne citotoksične reakcije. Filokinon (K1) velja za netoksičnega. Kljub vsemu je znanih nekaj stranskih učinkov, kot je reakcija na koži na mestu vboda, alergijske reakcije, hipertenzija in bolečine v srcu po intravenski aplikaciji.

## Interakcije z zdravili
Antibiotiki: Antibiotiki, predvsem iz razreda cefalosporinov, vplivajo na absorpcijo vitamina K v telo. Pri daljši uporabi antibiotikov (več kot 10 dni) lahko že opazimo znake hipovitaminoze vitamina K, saj zdravilo ne uniči le škodljivih bakterij pač pa tudi koristne bakterije, ki sintetizirajo melakinon. 
Fenitoin: Fenitoin ovira sposobnost telesa, da porablja vitamin K. Jemanje antikonvulzivov (kot je fenitoin) v času nosečnosti in dojenja lahko škodljivo vpliva na vitamin K pri novorojenčkih.
Varfarin - antikoagulanti: Varfarin se veže na mesto, kamor bi se moral vitamin K in s tem prepreči strjevanje krvi. Večje koncentracije vitamina zmanjšujejo učinke redčenja krvi, ki ga dosežemo z varfarinom. Pacient, ki  jemlje to zdravilo, ne sme jesti živil bogatih z vitaminom K oziroma prehranskih dopolnil z dodatkom tega vitamina.
Zdravila, ki preprečujejo absorpcijo maščob: primera: Orlistat - pripravek za hujšanje in Olestra - to snov dodajajo nekaterim prehranskim izdelkom, ki preprečujejo absorpcijo maščob in s tem zmanjšajo tudi absorpcijo v maščobah topnih vitaminov (A, D, E, K). FDA zato sedaj priporoča, da se živilom, ki vsebujejo Olestro, dodajajo v maščobah topne vitamine (dodatek vitamina K pa vpliva na jemanje varfarina - potrebna pozornost na take izdelke). Zdravniki pogosto predpišejo dodatek multavitaminskih preparatov med jemanjem Orlistata.
Adsorbenti žolčnih kislin: ta zdravila se uporabljajo za zniževanje holesterola, zmanjšujejo absorpcijo prehranskih maščob in s tem tudi zmanjšajo absorpcijo v maščobi topnih vitaminov. Ob jemanju teh zdravil priporočljiv dodatek vitamina K.
Salicilati, Barbiturati: mehanizem delovanja ni poznan, je pa  pri daljši uporabi priporočljiv dodatek vitamina K.

## Pomanjkanje
Večina diet ne izključuje vitamina K in zato je njegovo primarno pomanjkanje redko pri zdravih osebah. Povečano tveganje pomanjkanja za tem vitaminom je pri novorojenčkih in pri posameznikih, ki trpijo zaradi poškodbe ali bolezni ledvic (alkoholiki) bodisi imajo cistično fibrozo, celiakijo, vnetje črevesja ali pa so pred kratkim prestali operacijo abdomna. 
Osebe, ki trpijo za sekundarnim pomanjkanjem vitamina K, so bulimične osebe, ki se držijo strogih diet ali pacienti, ki jemljejo antikoagulante. S pomanjkanjem vitamina K pa so povezana tudi ostala zdravila kot so salicilati, barbiturati in cefamandol, čeprav je mehanizem delovanja še nepoznan. Salicilati ne inhibirajo vitamina K2 zato lahko menakinonska dopolnila ublažijo kronično pomanjkanje vitamina K povzročeno zaradi dolgotrajne uporabe aspirinov. Pri pomanjkanju vitamina K pa ni razlike med spoloma, moškega in žensko prizadene enako. 
Simptomi so anemije,  modrice, krvavitve dlesni in iz nosu, močne menstrualne krvavitve, lahko pa pomanjkanje privede do koagulopatije.
Osteoporoza in koronarne srčne bolezni so močno povezane z nizko vsebnostjo menakinona (vitamina K2).

## Biokemija

### Odkritje
Leta 1929 je danski znanstvenik Henrik Dam raziskoval vlogo holesterola. Piščance je hranil s hrano brez holesterola. Po nekaj tednih so začeli krvaveti in tega ni mogel popraviti z dodajanjem prečiščenega holesterola v dieto. Pokazalo se je, da je bila iz hrane izločena poleg holesterola še  neka druga spojina, ki jo je poimenoval koagulacijski vitamin. Od tod tudi ime vitaminu K (iz nemške besede Koagulationsvitamin). Edward Adelbert Doisy je izoliral in določil strukturo vitaminu K. Leta 1943 sta Dam in Doisy prejela Nobelovo nagrado za medicino za njuno delo na vitaminu K1 in K2. 
Točna funkcija vitamina K je bila odkrita 1974, ko so v treh laboratorijih (Stenflo et al., Nelsestuen et al., and Magnusson et al.) izolirali od vitamina K odvisen koagulacijski faktor protrombin (faktor II) iz krav, ki so prejele visoke doze antagonista vitamina K - varfarin. V kravah, ki so prejele varfarin, je bila oblika protrombina, ki je vsebovala 10 glutaminskih ostankov okoli aminskega centra tega proteina. Pri kontrolni skupini krav pa so odkrili 10 neobičajnih ostankov, ki so bili kemično identificirani kot gama-karboksiglutamat (Gla). Dodatna karboksi skupina v Gla je dokazala, da igra vitamin K pomembno vlogo v karboksilaciji Glu v Gla. 

### Delovanje
Glavna naloga vitamina K v celici je pretvorba glutamata (v proteinih) v gama-karboksiglutamat (Gla).
V celici se oksidirana oblika vitamina K pretvarja v reducirano obliko (vitamin K hidrokinon) s pomočjo encima vitamin K epoksid reduktaza (VKOR), ki je kofaktor encima gama- glutamil karbiksilaze (GGCX). Slednji pretvarja Glu v Gla. Reakcija karboksilacije je uspešna v primeru, če encim karboksilaza istočasno oksidira vitamin K hidrokinon do vitamina K epoksid. Torej reakciji karboksilacije in epoksidacije potečeta naenkrat. Vitamin K epoksid reduktaza pretvori vitamin K epoksid do vitamina K. Reakcije potekajo v ciklu, kar je tudi eden izmed razlogov, da imamo redko kdaj pomanjkanje vitamina K, ker se le-ta nenehno obnavlja v naših celicah.
Varfarin in ostali kumarini preprečijo delovanje encima vitamin K epoksid reduktaze. Varfarin tako preprečuje aktivacijo od vitamina K odvisnih faktorjev strjevanja krvi, s tem pa zavira nastajanje krvnih strdkov in zmanjšuje tveganje za možganski ali srčni infarkt. Varfarin je znan po svoji ozki terapevtski širini ter po velikih razlikah v višini dnevnega odmerka med bolniki. Če bolnik jemlje previsoke odmerke varfarina, se lahko pojavijo hude krvavitve, ob prenizkem odmerku varfarina pa ni zaščitnega učinka pred trombozo.

### Delovanje v bakterijah
Veliko bakterij, kot je primer Echerichia coli v debelem črevesju, sintetizira vitamin K2 (menakinon), ne pa tudi vitamina K1 (filokinon). 
V procesu anaerobne respiracije menakinon v teh bakterijah prenese 2 elektrona med dvema različnima majhnima molekulama. Majhne molekule z odvečnimi elektroni, imenovane tudi elektron donorji (laktat, formiat ali NADH), s pomočjo encima podajo 2 elektrona menakinonu. Ta pa nato s pomočjo drugega encima poda ista elektrona primernemu oksidantu, imenovanemu elektron akceptor. To sta fumarat ali nitrat, ki se po sprejetju elektronov pretvorita v sukcinat ali nitrit, pri slednjem nastaja še voda. Pri nekaterih od teh reakcij nastaja vir celične energije ATP podobno kot pri evkariontski celični aerobni respiraciji. Razlika je, da končni elektron akceptor ni molekularni kisik (ta sprejme 4 elektrone od elektron donorja NADH in se pretvori v vodo) ampak fumarat ali nitrat. 
Escherichia coli lahko izvede aerobno respiracijo in tudi menakinonsko posredovano anaerobno respiracijo.

## Injekcije vitamina K pri novorojenčkih
Novorojenčki imajo nižje vrednosti faktorjev strjevanja krvi (dosežejo 30 do 60% odraslih vrednosti). To je posledica zmanjšane sinteze prekurzorskih proteinov ali sterilnosti njihovih prebavil (še nimajo črevesnih bakterij), poleg tega pa vpliva na nizko raven vitamina K tudi majhen prehod vitamina skozi placento pred rojstvom. Materino mleko vsebuje le med 1 in 4 µg/l vitamina K1, medtem ko mlečna formula lahko vsebuje do 100 µg/l. Koncentracije vitamina K2 v materinem mleku pa so veliko nižje od koncentracij vitamina K1. 
Pri novorojenčkih lahko pride v prvem tednu po rojstvu do hemoragične bolezni - krvavitve zaradi pomanjkanja vitamina K (razširjenost 2-10 primerov na 100000 novorojenčkov). Še bolj pa so nagnjeni k tej bolezni nedonošenčki. Da bi se zmanjšal pojav hemoragične bolezni, se danes v nekaj urah po rojstvu aplicira vitamin K v obliki vitamina K3. Najpogosteje se aplicira intramuskularno (0,5 – 1,0 mg menadiona - podatek za USA in Kanado), redkeje pa se poslužujemo peroralne aplikacije (2,0 mg menadiona - podatek za USA in Kanado), ker večina novorojenčkov prve ure po rojstvu bljuva plodovnico in s tem bi izbljuvali tudi vitamin K.

## Prehranska dopolnila z vitaminom K in vpliv na kosti
Obstajajo fiziološki dokazi in dokazi, ki temeljijo na opazovanju, da igra vitamin K pomembno vlogo pri izgradnji kosti in vzdrževanju kostne gostote. Vendar so se prehranska dopolnila z vitaminom K izkazala za neučinkovita pri odložitvi pojava osteoporoze.
Biofizikalne študije navajajo, da vitamin K spodbuja procese izgradnje kosti (vpliv na osteoblaste) in upočasnuje osteoklastične procese. Nekatere študije so dokazale, da antagonisti vitamina K (antikoagulanti) vodijo do zgodnejše kalcifikacije epifize in epifizne linije pri miših in drugih živalih ter zmanjšajo izgradnjo kosti. To je posledica napake v osteokalcinu in matriksnem gla proteinu, njuna glavna naloga je preprečitev kalcifikacije kosti in hrustanca. Vitamin K pa je pomemben v procesu karboksilacije glutaminske kisline do gama-karboksiglutaminske kisline, ki je nujna za njuno normalno delovanje.
Opazovalna študija iz leta 1998 »Nurses Health Study« je razložila obratnosorazmerno povezavo med vitaminom K in zlomom kolka. Ženske, ki so vzele 110 µg vitamina K na dan in so zaužile zeleno solato enkrat ali večkrat na dan so imele manjšo možnost za zlom kolkov kot ženske, ki so zaužile zeleno solato enkrat ali manjkrat na teden. Poleg tega pa naj bi veliki vnosi vitamina D in nizki vnosi vitamina K predstavljali večje tveganje za zlom kolkov.
Velika randomizirana placebo kontrolirana študija je preučevala vpliv prehranskih dopolnil z vitaminom K pri ženskah po postmenopavzi z osteopenijo. Kljub velikim dozam vitamina K niso dokazali razlik v kostni gostoti med skupino, ki je jemala vitamin K in placebo skupino.

## Vitamin K in Alzheimerjeva bolezen
Raziskave o antioksidativnih lastnostih vitamina K so pokazale, da je pri potovanju APOE4 gena znižana koncentracija vitamina K in nedavne študije navajajo njegovo zmožnost inhibiranja propada živčnih celic zaradi oksidativnega stresa. Znanstveniki domnevajo, da lahko vitamin K zmanjša nevronske poškodbe in da naj bi prehranska dopolnila imela koristi pri zdravljenju Alzheimerjeve bolezni. Vendar je na tem področju potrebnih še več raziskav.

## Topikalna uporaba vitamina K
Vitamin K lahko uporabljamo topikalno, po navadi v obliki 5% kreme za zmanjševanje postoperativnih modric po kozmetičnih operacijah ali injekcijah, pri popokanih kapilarah (mrežaste vene), za zdravljenje Rosacea, za pomoč pri hiperpigmentaciji in temnimi podočnjaki.

## Vitamin K in rak
Med japonsko raziskavo preučevanja vloge vitamina K2 pri preprečevanju izgube kostne mase pri ženskah z jetrno boleznijo so zasledili nov možen učinek rastlinske hranilne snovi. Dvoletna študija je zajemala 21 žensk z virusno cirozo jeter in ženske, ki so jemale prehranska dopolnila z vitaminom K so imele kar 90% manj možnosti za nastanek raka na jetrih. 
Nemška študija, zasnovana na moških z rakom na prostati, pa je odkrila obratno sorazmerje med porabo vitamina K2 in napredovanjem raka na prostati.
Potrebne bodo še dodatne študije na tem področju.

## Vitamin K kot protistrup pri zastrupitvah z 4-hidroksikumarinskimi zdravili
4-hidroksikumarini delujejo kot antagonist vitaminu K zaradi česar je v jetrih zavrta sinteza koagulacijskih faktorjev ll (protrombin), Vll, lX in X. Stopnjo antikoagulacije merimo z določanjem protrombinskega časa, ki ga navadno izražamo kot “International normalized ratio” (INR- normalna vrednost: 0,8-1,2). Razen pri prostetičnih srčnih zaklopkah naj bi pri večini stanj, kjer je potrebno kronično antikoagulacijsko zdravljenje, INR znašal med 2 in 3. Po prenehanju jemanja 4-hidroksikumarina se INR po navadi normalizira v 3 dneh. Če je potrebno učinek 4-hidroksikumarina prekiniti hitreje, se poslužujemo intravenskih ali intramuskularnih injekcij vitamina K. V primeru hude krvavitve in potrebe po takojšnji normalizaciji koagulacije je potrebna sveža zmrznjena plazma.